# Гроза

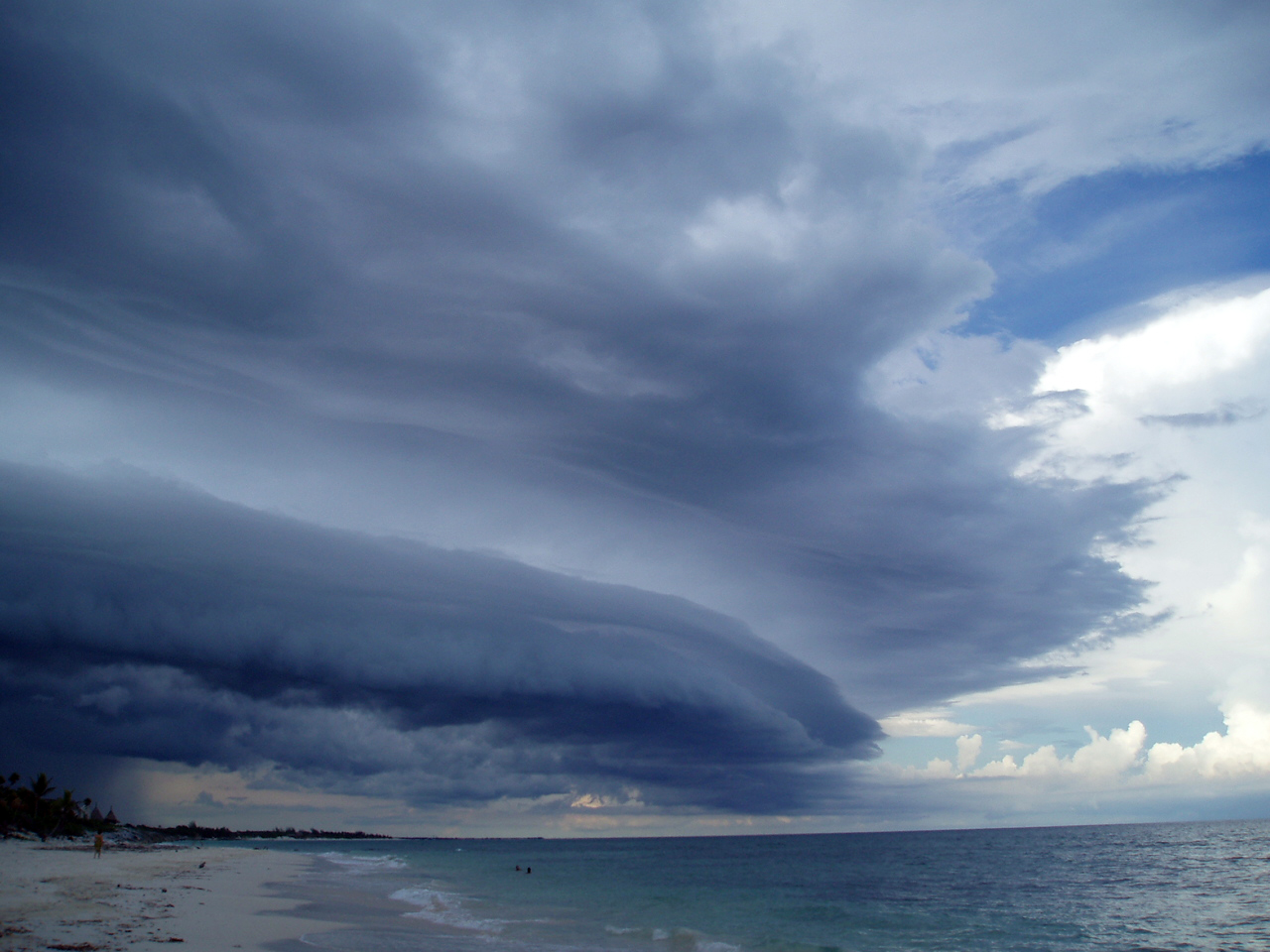
Громовиця над Юкатаном

Гроза, громовиця — атмосферне явище, пов'язане з електричними розрядами та блискавкою у купчасто-дощових хмарах. Супроводжується блискавкою або громом з дощем. Гроза належить до одних з найнебезпечніших для людини природних явищ, за кількістю зареєстрованих смертельних випадків у США тільки повені призводять до більших людських втрат.

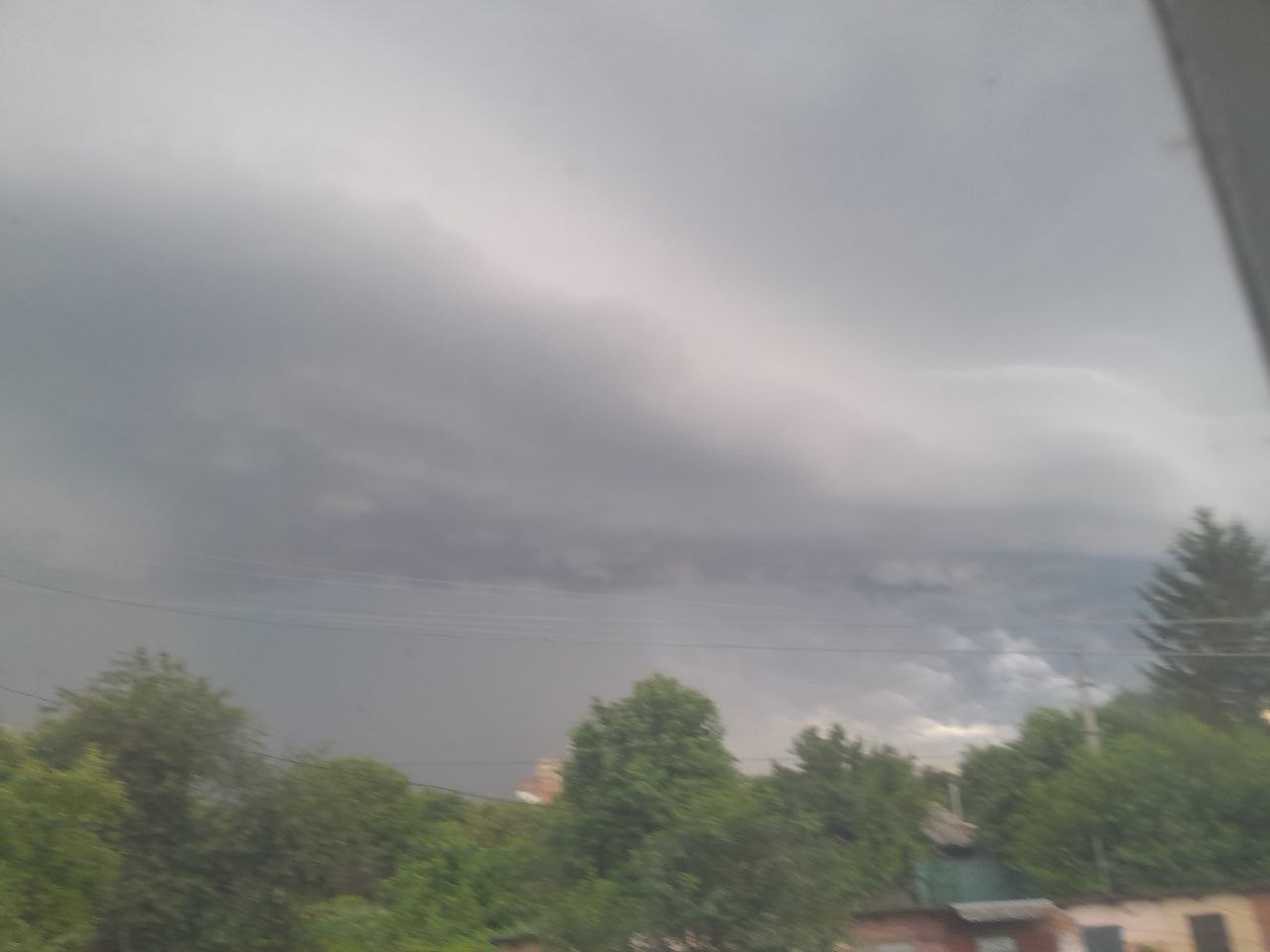
Суперклітина в Бурині, Сумська область, Україна

Громи та блискавки — одні з найстрашніших природних явищ. Всього один удар блискавки може нагріти повітря приблизно до 30 000 °C, що змушує повітря сильно розширюватися і створює вибухову хвилю, а також сильний гуркіт, який зазвичай називається громом.

## Фізика
Для утворення грозових хмар потрібна сильна нестійкість вертикального розподілу повітря. Температурний градієнт у тропосфері дорівнює 6,5 °C на 1 км висоти. У помірних широтах влітку за температури 21 °C біля земної поверхні, на висоті 8 км (середня висота верхньої поверхні купчасто-дощових хмар у цих широтах) вона буде становити -31 °C. Швидкість висхідних потоків у грозових хмарах зростає від 3-5 м/с (11-18 км/год) поблизу земної поверхні до 15-20 м/с (54-72 км/год) в ядрі хмари. У достатньо потужних грозових комірках тропіків висхідні потоки можуть сягати 60 м/с (216 км/год). Грозові хмари можуть розвиватись до висоти 12-18 км й виходити в нижні шари стратосфери. Там висотні струменеві течії зносять такі верхівки хмар в горизонтальній площині, що зумовлює характерну форму таких хмар подібну до ковадла. Найчастіше такі умови спостерігаються при наближені атмосферних фронтів. За холодного, коли більш холодна повітряна маса витискає більш теплу нагору, або теплого, коли тепле повітря збирається по холодному більш важкому.

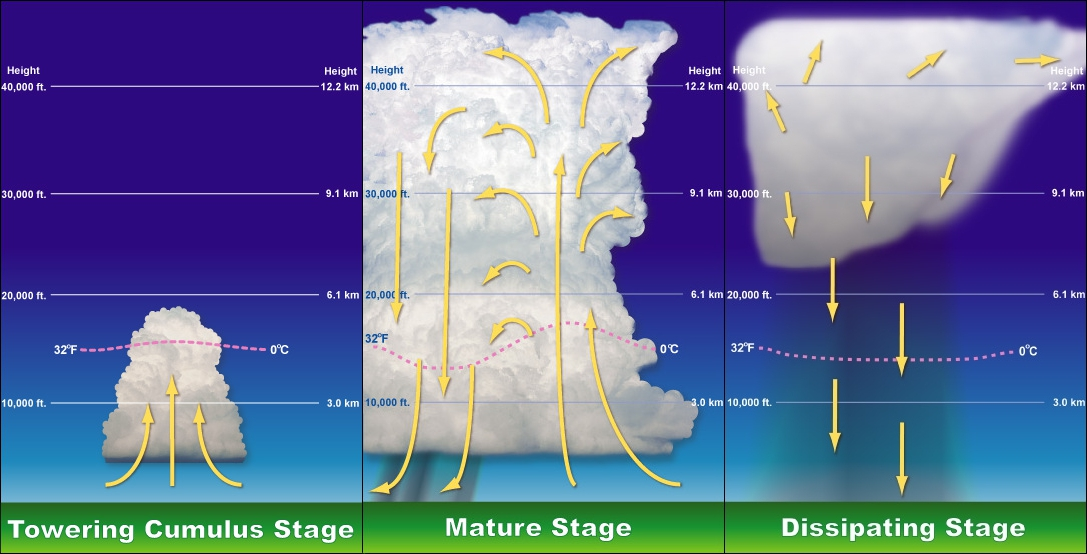
Стадії розвитку купчасто-дощової хмари
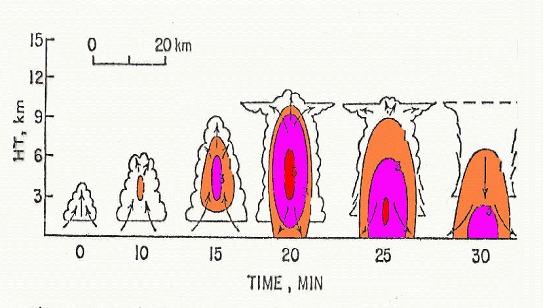
Розвиток і час життя однокоміркової грозової хмари
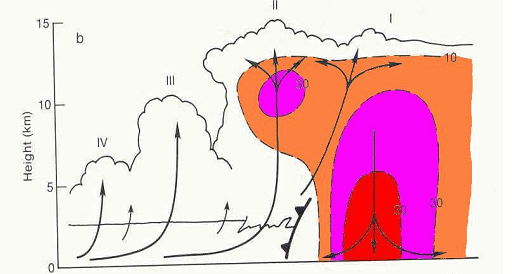
та багатокоміркової (англ.)
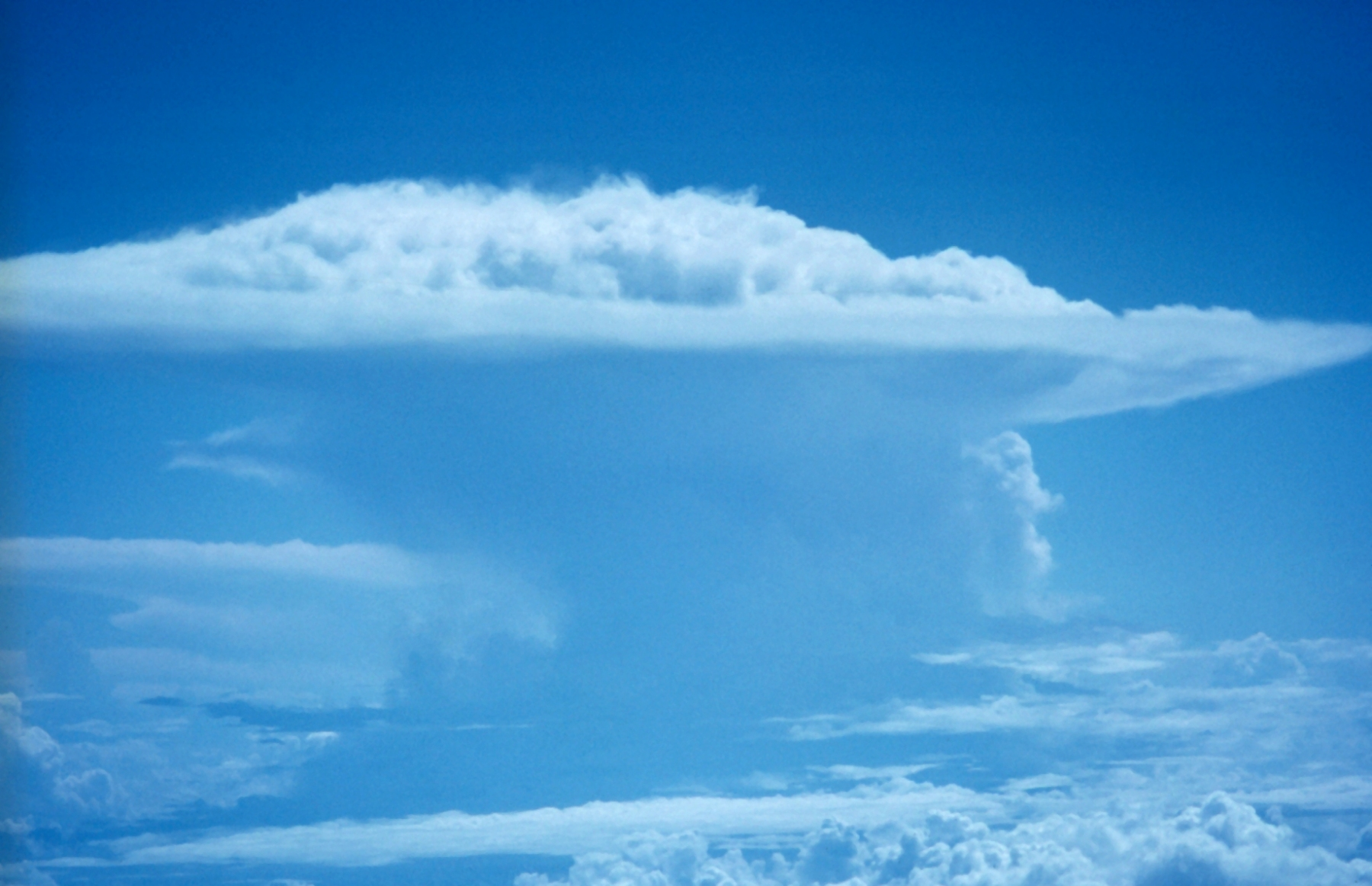
Купчасто-дощова хмара

Тепле повітря, що підіймається, розширюється, через що охолоджується. Значення абсолютної вологості зменшуються, через що значення відносної вологості збільшується допоки не буде перейдена точка роси. Після чого у повітрі починає конденсуватись зайва волога у вигляді крапель, що зростають під час подальшого охолодження повітряної маси. Під час процесу конденсації води виділяється велика кількість енергії (питома теплота конденсації вологи — 2260 Дж/г). Ця енергія є основним джерелом самопідживлююваного процесу розвитку грозово-дощової хмари. Подальше охолодження й кристалізація крапель у крижинки також слугує додатковим джерелом енергії (питома теплота кристалізації води — 340 Дж/г). Проте всі ці процеси відбуваються нерівномірно в просторі й часі, тому в хмарі водночас присутні переохолоджені до -25 °C краплі рідкої води, сніжинки, крупа, град.
Різноманітні гідрометеори в турбулентних потоках хмари постійно стикаються один з одним, труться один об одного обмінюючись електричним зарядом. У цілому менші частинки заряджаються позитивно (+), більші за розмірами — негативно (-). Під дією гравітації в нижній частині хмари накопичуються більш масивні гідрометеори, а до верхньої нагнітаються легші. Так відбувається перерозподіл електричних зарядів у хмарі, утворюється сильне електричне поле. Стосовно фізичних процесів утворення блискавок існує декілька наукових гіпотез. Проте прямого пробою як при іскровому розряді в хмарах не відбувається. Повітря в зоні блискавки вибухово перетворюється на плазму з температурою 30 000 К, швидко розширюється й породжує акустичну хвилю — грім.
Станом на 2023 рік, згідно повідомлення Американської геофізичної спілки, найбільшу грозу в історії спостережень на Землі, спровокувало виверження вулкану Хунга-Тонга-Хунга-Хаапай (Тонга), яке сталося 15 січня 2022 року. Це виверження стало найпотужнішим у XXI столітті, при цьому стовп попелу досяг стратосфери та піднявся на висоту 58 кілометрів, разом із ним у стратосферу було викинуто 146 тераграмів (трильйонів грамів) води. Викликані виверженням атмосферні коливання декілька разів обігнули Землю. За даними, які були отримані з супутників дистанційного зондування Землі, а саме датчиків, що фіксують світло та радіохвилі, вчені відстежили кількість спалахів блискавок та оцінили їхню висоту. З'ясувалося, що виверження вулкану утворило більше 192 000 спалахів (що складаються майже з 500 000 електричних імпульсів) з максимальною частотою 2615 спалахів за хвилину. Деякі з цих блискавок досягли безпрецедентної висоти в атмосфері Землі, яка склала від 20 до 30 кілометрів.

## Географія

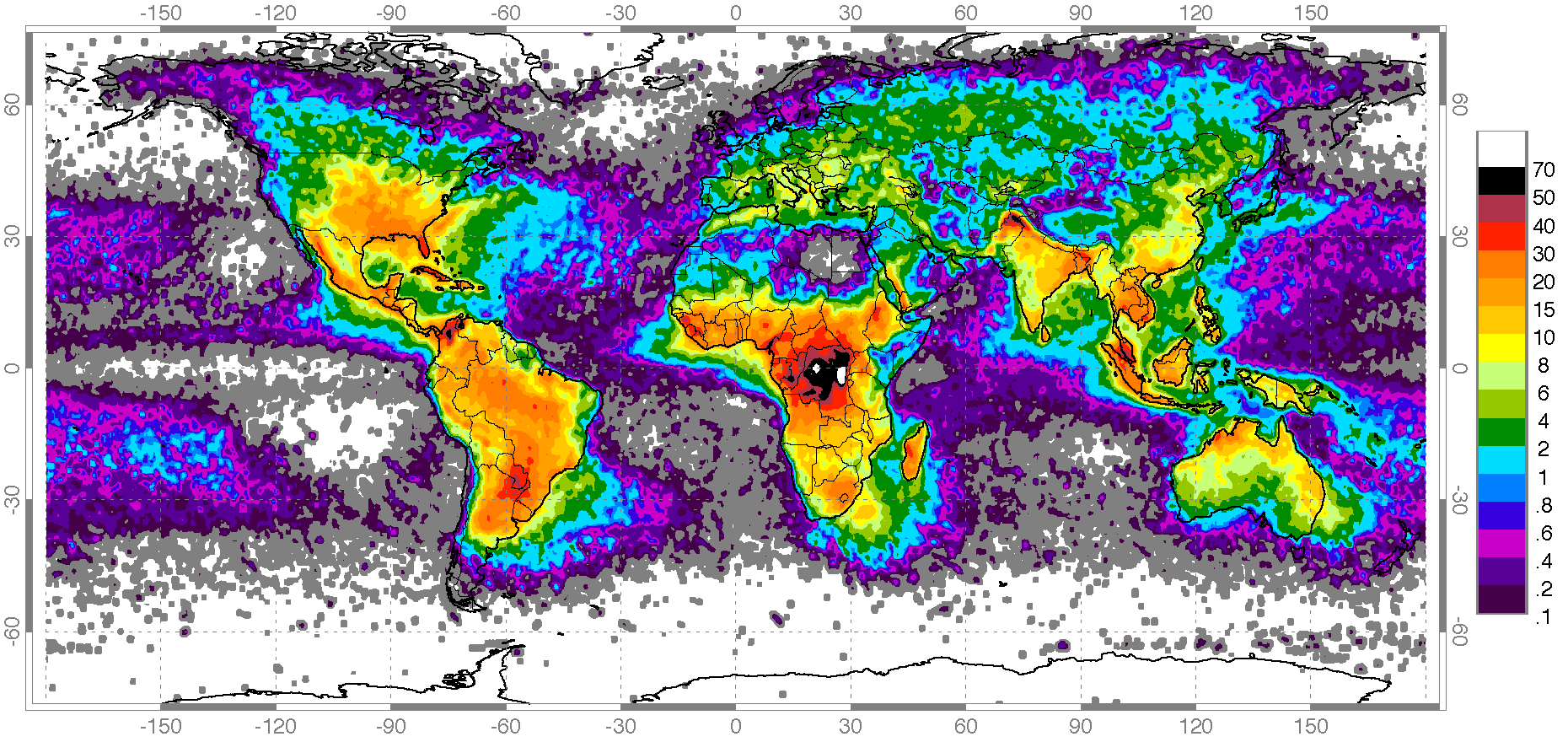
Розподіл частоти грозових розрядів на поверхні Землі

Одночасно на Землі діє близько 1,5 тис. гроз, середня інтенсивність розрядів оцінюється в 46 блискавок на секунду. По поверхні планети грози розподіляються нерівномірно. Над океаном гроз спостерігається приблизно в десять разів менше, ніж над континентами. У тропічній та субтропічній зоні (від 30° північної широти до 30° південної широти) зосереджено близько 78 % всіх розрядів блискавок. Максимум грозової активності припадає на Центральну Африку. За даними спостережень 1967-1976 років, в містечку Тороро (Уганда), в середньому 251 день на рік був з грозою. У Великій Британії рекордне число грозових днів на рік — 38, було зафіксовано 1912 року в Стоуніхерсті, Ланкашир; вдруге таке рекордне число було зафіксоване 1967 року в Хаддерсфілді, Західний Йоркшир.
У полярних районах Арктики, Антарктики, над полюсами гроз практично не буває.
На грози впливають також географічні особливості місцевості. Вторгнення потужних теплих і вологих повітряних мас з морських акваторій можуть викликати грози навіть під час снігопадів. Такі умови характерні для гірських районів Гімалаїв, Кордильєр, Західного Кавказу. У випадку останнього, тепле вологе морське повітря з Чорного моря швидко підіймається схилами високих гір, відбувається інтенсивна конденсація й кристалізація, що можуть дати до декількох гроз за зимовий сезон.

### Україна
Грози в Україні постійно трапляються навіть у зимові місяці. Особливо небезпечні вони в степовій зоні, удари блискавок вражають усе, що хоч трохи піднімається над травою або чагарником.

## Сезонність
Інтенсивність гроз слідує за сонцем: максимум гроз припадає на літо (у середніх широтах) і години після полудня. Мінімум зареєстрованих гроз припадає на час перед сходом сонця. Грози частіше відбуваються у теплу пору року, тому що взимку повітря менш насичене вологою, отже гідрометеорів утворюється менше, менше виділяється енергії для розвитку грозової хмари й перерозподілу електричного заряду в ній.
Сезонна інверсія відбувається в мусонній зоні на східному узбережжі Японського моря (Вадзіма — Ніїґата — Акіта), де за зимовий сезон гроз відбувається більше ніж за літній. Причиною тому слугує інтенсивне зіткнення холодних сухих полярних мас повітря зі Східного Сибіру з теплою вологою повітряною течією з прогрітої акваторії Східнокитайського моря. Над Японським морем утворюються невисокі але довгі конвективні хмари що рухаються з великою швидкістю та часто переходять в грозові. Блискавки взимку тут вдаряють набагато нижче до земної поверхні ніж влітку. Вони несуть повільними токами величезні заряди — до 1 000 кулонів.

## У культурі
Про грози в культурі українського народу існує безліч повір'їв. Вважається, наприклад, що під час грози святий Ілля на вогненній колісниці вирушає в погоню за нечистою силою. Відповідно до народних повір'їв, під час грози не можна ні співати, ні свистіти, не можна ховатися під деревами, особливо під дубом або вербою — у язичників-слов'ян вони вважалися помешканням лісових духів. Вогонь, запалений блискавкою, згідно з традицією, слід гасити тільки козячим молоком.

## Безпека під час грози
Під час грози рекомендується уникати відкритих просторів, високих точок, водойм та металевих конструкцій. Оптимальним місцем для укриття є будівлі з громовідводами або автомобілі із зачиненими вікнами. У разі перебування на відкритій місцевості слід присісти, звести ноги разом і уникати лежання на землі. При знаходжені в автобусі не можна триматись за металеву частину транспортного засобу.. В приміщені важливо вимикати електроприлади та не користуватися дротяними телефонами для зменшення ризику ураження електричним струмом.